# Diecéze Patti
Diecéze Patti (latinsky Dioecesis Pactensis) je římskokatolická diecéze na italské Sicílii, která tvoří součást Církevní oblasti Sicílie. Je sufragánní vůči arcidiecézi messinské.

## Stručná historie
Diecéze Patti vznikla jako nástupce antické Diecéze Tyndaris (vzniklé v 6. století) již v roce 1131, kdy ji s podporou Rogera II. Sicilského založil vzdoropapež Anaklet II. z benediktinského opatství Patti; podobně se z opatství Lipari také stala diecéze. Jeho založení bylo prohlášeno za neplatné, ale v roce 1157 papež Evžen III. diecéze založil znovu a sloučil je aeque principaliter. Tato jednota skončila v roce 1399. V roce 1166 papež Alexandr III. obě diecéze podřídil metropoli v Messině.